# Polizeiruf 110: Bullerjahn
Bullerjahn ist ein deutscher Kriminalfilm von Manfred Stelzer aus dem Jahr 1994. Der Fernsehfilm erschien als 158. Folge der Filmreihe Polizeiruf 110.

## Handlung
Dem mecklenburgischen Bauern Nils Lüdeking werden am helllichten Tag von seinem Hof in Kladrum alle Zuchtrinder gestohlen. Die Rinder werden von dem selbständigen Spediteur Uwe Jahn, der im unweit gelegenen Dobberkow wohnt, für eine kriminelle Bande aus Westdeutschland per LKW abtransportiert. Jahn ist allerdings nur der Fahrer und weiß nicht, woher die Rinder stammen. Seine eigene Spedition läuft schlecht. Er erhält nur wenige Aufträge, die er stets in Harald Schollacks Firma in Dobberkow abfragt, ist Schollack doch einer der wenigen Bewohner des Dorfes mit Telefonanschluss.
Da sich die Viehdiebstähle häufen, beauftragt Kriminaloberrat Dr. Stuber von der Kriminalpolizei Schwerin den jungen Kriminalhauptkommissar Hinrichs mit der Untersuchung des Falls. Es ist Hinrichs’ erster Fall in Schwerin. Der Ermittler, der in Dresden mit Auszeichnung sein Kriminalistikstudium absolviert hat, gilt als vertraut mit modernen Ermittlungsmethoden und kann mit Computern umgehen. Als Assistent wird ihm Kriminaloberkommissar Groth zur Seite gestellt. Er war nach der Wende und 30 Berufsjahren beurlaubt worden und hatte früher einmal Hinrichs Posten inne. In Schwerin gilt er als das letzte Urgestein der Behörde. Im Gegensatz zu seinem neuen Partner hält Groth von den modernen Errungenschaften nicht viel, so seien Eierdiebe noch nie mit bloßer Technik gefangen worden.
Das ungleiche Gespann reist zu verschiedenen Höfen, auf denen Rinder gestohlen wurden, und kommt schließlich nach Dobberkow. Harald Schollacks Rinder waren verschwunden, sind jedoch wieder aufgetaucht. Nils Lüdeking erscheint und bittet um dringende Bearbeitung seines Falls, bedeute der Diebstahl doch für ihn das berufliche Ende. Die Ermittler vertrösten ihn auf den nächsten Tag. Während Hinrichs zurück nach Schwerin fährt, quartiert sich Groth bei den Jahns ein. Dies versetzt Spediteur Jahn in erhöhte Alarmbereitschaft. Obwohl er seine Auftraggeber warnt, setzen die einen weiteren Herdendiebstahl durch.
Am nächsten Tag finden die Kommissare Nils Lüdeking erhängt in seinem Stall vor. Jahn will nun endgültig aus dem illegalen Geschäft aussteigen, doch setzt die Bande ihn unter Druck. Auf das Pony seiner Tochter wird ein Anschlag verübt, später wird ein Brandsatz in sein Haus geworfen. Notgedrungen nimmt Jahn an einem letzten Rindertransport teil. Hinrichs und Groth haben unterdessen erkannt, dass sich in der Gegend eine Bürgerwehr gegründet hat; die Ermittler bedingen sich drei Tage Zeit aus, um die Viehdiebe zu stellen. Über die Lage der Dörfer, in denen Rinder gestohlen wurden, können sie Dobberkow als Zentrum ausmachen. Nur Harald Schollack verfügt über die nötige Logistik, um die Diebe stets auf dem Laufenden über die jeweiligen Höfe zu halten. Hinrichs kann die Daten seines Computers ausspionieren und somit Schollacks Rolle bestätigen. Als sie vom Anschlag auf das Pony hören, begeben sich Hinrichs und Groth zu Jahn, der wiederum gerade mit dem LKW davonfahren will. Hinrichs schmuggelt sich an Bord. Er gelangt zum Rinderverladeplatz und kann Groth alarmieren, bevor er vom Kopf der Bande niedergeschlagen wird. Die Bande wird kurz darauf von der Bürgerwehr gestellt. Hinrichs und Groth können schließlich gerade noch verhindern, dass die Bande und Jahn von der Bürgerwehr aufgehängt werden.

## Produktion
Bullerjahn wurde von Juli bis August 1993 in der Prignitz und in Tramm und Umgebung im Landkreis Ludwigslust-Parchim gedreht. Als Chor treten im Film die in Tramm beheimateten Lewitzsänger auf. Die Kostüme des Films schuf Heidi Plätz, die Filmbauten stammen von Detlef Brinkmann. Der Film wurde am 30. Januar 1994 erstmals in der ARD ausgestrahlt und erreichte eine Einschaltquote von 23 Prozent.
Es war der erste Polizeiruf, der vom Norddeutschen Rundfunk produziert wurde. Der NDR war bis 1991 eine Rundfunkanstalt der alten Bundesländer. Nach der Auflösung des Deutschen Fernsehfunks zum Jahresende 1991 wurde der NDR in Mecklenburg-Vorpommern dessen direkter Nachfolger in diesem Bundesland. Es war zudem der erste Fall für die Schweriner Kommissare Kurt Groth und Jens Hinrichs, die von Kurt Böwe und Uwe Steimle gespielt wurden.
Der ursprünglich mit einem Seitenverhältnis von 4:3 gedrehte Film wurde am 21. Dezember 2014 erstmals vom NDR in einer auf 16:9 beschnittenen Version gezeigt, wodurch Bildinformationen verloren gingen.

## Kritik
Der Tagesspiegel lobte den Film:

„Das mecklenburg-vorpommersche Kommissarduo ist in ‚Bullerjahn‘ gnadenlos provinziell; und in dieser selbstbeschränkten Entlegenheit glaubwürdiger, spannungsreicher als die sterilen Yuppie-Polizisten aus dem Westen. Wie die Geschichte um den Viehdiebstahl der Wirklichkeit nachempfunden und zudem in sich selbst plausibel ist, sind auch die Darsteller als Figuren schlüssig.“